# Jacqueline White
Jacqueline White (Beverly Hills, 26 novembre 1922) è un'attrice statunitense.

## Biografia
Jacqueline White ebbe una carriera cinematografica assai breve, iniziata nel 1942 con brevi apparizioni non accreditate in film quali Dr. Gillespie's New Assistant, e le pellicole di genere bellico La grande fiamma (1942), interpretata da John Wayne e Joan Crawford, Joe il pilota (1943) e Missione segreta (1944), queste ultime al fianco di Spencer Tracy e Van Johnson. Ebbe occasione di lavorare accanto a Stan Laurel e Oliver Hardy nel film commedia Il nemico ci ascolta (1943), in cui la coppia di comici scopre casualmente una congiura di spie.
La White fu protagonista prevalentemente di B movie, mentre le vennero affidati pochi ruoli in pellicole di un certo rilievo, e quasi sempre in parti femminili di supporto alle protagoniste. Tra i più significativi, da ricordare il ruolo di Elizabeth Ames nella commedia Piccolo cuore (1947), quello di una giovane snob che accoglie con una certa titubanza la nipotina Patricia (Sharyn Moffett), rimasta orfana, e non le consente di tenere con sé l'amato cagnolino Banjo, salvo ricredersi quando comprende il sincero affetto della bambina nei confronti dell'animale.
Sempre nel 1947, l'attrice fu protagonista femminile del giallo Il mistero delle sette chiavi, quindi partecipò in un ruolo di secondo piano al noir Odio implacabile di Edward Dmytryk, accanto a Robert Mitchum, Robert Ryan e Robert Young, vicenda in cui quattro militari, reduci della seconda guerra mondiale appena terminata, si trovano alle prese con l'omicidio di un ebreo. La White interpretò la parte di Mary Mitchell, moglie del sospetto omicida che si rivela poi innocente. La pellicola, sostanzialmente un atto d'accusa contro l'antisemitismo, fu una delle opere con cui Hollywood affrontò il tema delle frustrazioni e del malessere psicologico dei reduci nell'immediato secondo dopoguerra e delle loro difficoltà di reinserimento nella società.
Tra gli altri film interpretati dalla White nella seconda metà degli anni quaranta, da ricordare il melodramma L'amore senza volto (1947), con Merle Oberon e Dana Andrews, il western Gli avvoltoi (1948), al fianco di Randolph Scott, e il poliziesco La collana insanguinata (1948). In quest'ultima pellicola l'attrice ebbe il ruolo della protagonista Victoria Ames, una ragazza inseguita fino in Messico da un detective delle assicurazioni (William Lundigan), che è sulle tracce di una preziosa collana rubata e che crede, a torto, che la giovane sia implicata nel furto.
La White chiuse la propria breve carriera cinematografica con la partecipazione al noir Le jene di Chicago (1952) di Richard Fleischer, prodotto dalla RKO, nel quale interpretò il ruolo di Ann Sinclair, passeggera sul treno Chicago-Los Angeles sul quale il detective Brown (Charles McGraw) sta scortando Mrs. Neal (Marie Windsor), la vedova di un gangster che deve testimoniare a un importante processo per mafia in California. Solo al termine della pellicola, quando Mrs. Neal viene uccisa da due sicari, un colpo di scena rivela che la vera vedova del gangster è proprio Ann Sinclair, e che la Windsor altri non era che una donna poliziotto incaricata sotto copertura di proteggere la testimone.
Con Le jene di Chicago, Jacqueline White diede l'addio definitivo alle scene per dedicarsi alla famiglia, andando a vivere nel Wyoming con il marito Bruce Anderson (scomparso nel 2000), uomo d'affari che aveva sposato nel 1948, e i cinque figli nati dal loro matrimonio.

## Filmografia
- Dr. Gillespie's New Assistant, regia di Willis Goldbeck (1942)
- La grande fiamma (Reunion in France), regia di Jules Dassin (1942)
- Il nemico ci ascolta (Air Raid Wardens), regia di Edward Sedgwick (1943)
- Three Hearts for Julia, regia di Richard Thorpe (1943)
- That's Why I Left You, regia di Edward L. Cahn (1943) - cortometraggio
- Pilot #5, regia di George Sidney (1943)
- Swing Shift Maisie, regia di Norman Z. McLeod (1943)
- Joe il pilota (A Guy Named Joe), regia di Victor Fleming (1943)
- Song of Russia, regia di Gregory Ratoff e, non accreditato, László Benedek (1944)
- Easy Life, regia di Walter Hart (1944) - cortometraggio
- Movie Pests, regia di Will Jason (1944) - cortometraggio
- Missione segreta (Thirty Seconds Over Tokyo), regia di Mervyn LeRoy (1944)
- Dark Shadows, regia di Paul Burnford e Walter Hart (1944) - cortometraggio
- Le ragazze di Harvey (The Harvey Girls), regia di George Sidney (1946)
- Magic on a Stick, regia di Cy Endfield (1946) - cortometraggio
- Gettin' Glamour, regia di Philip Anderson (1946) - cortometraggio
- Our Old Car, regia di Cy Endfield (1946) - cortometraggio
- The Show-Off, regia di Harry Beaumont (1946)
- Piccolo cuore (Banjo), regia di Richard Fleischer (1947)
- Il mistero delle sette chiavi (Seven Keys to Baldpate), regia di Lew Landers (1947)
- Odio implacabile (Crossfire), regia di Edward Dmytryk (1947)
- L'amore senza volto (Night Song), regia di John Cromwell (1947)
- Gli avvoltoi (Return of the Bad Men), regia di Ray Enright (1948)
- La collana insanguinata (Mystery in Mexico), regia di Robert Wise (1948)
- Riders of the Range, regia di Lesley Selander (1950)
- All'alba giunse la donna (The Capture), regia di John Sturges (1950)
- Le jene di Chicago (The Narrow Margin), regia di Richard Fleischer (1952)

## Doppiatrici italiane
- Rina Morelli in Odio implacabile
- Micaela Giustiniani ne Gli avvoltoi
- Elena Da Venezia ne Le jene di Chicago